# Carlos Arturo Quintero Gómez
Carlos Arturo Quintero Gómez (ur. 3 sierpnia 1967 w Armenii) – kolumbijski duchowny katolicki, biskup Armenii od 2019.

## Życiorys
Święcenia kapłańskie otrzymał 4 grudnia 1993 i został inkardynowany do diecezji Armenia. Był m.in. dyrektorem kurialnego wydziału ds. komunikacji, redaktorem naczelnym diecezjalnego czasopisma, wikariuszem biskupim ds. duszpasterskich, sekretarzem wykonawczym komisji CELAM ds. komunikacji oraz wikariuszem generalnym diecezji. W 2017 został wyznaczony na tymczasowego administratora diecezji.
12 grudnia 2018 papież Franciszek mianował go ordynariuszem diecezji Armenia. Sakry udzielił mu 2 lutego 2019 nuncjusz apostolski w Kolumbii – arcybiskup Luis Mariano Montemayor.